# Peperomia poeppigii
Peperomia poeppigii är en pepparväxtart som beskrevs av Friedrich Anton Wilhelm Miquel. Peperomia poeppigii ingår i släktet peperomior, och familjen pepparväxter. Inga underarter finns listade i Catalogue of Life.